# Apiciopsis maciza
Apiciopsis maciza är en fjärilsart som beskrevs av Paul Dognin 1896. Apiciopsis maciza ingår i släktet Apiciopsis och familjen mätare. Inga underarter finns listade i Catalogue of Life.